# ليلي جين ستيد
ليلي جين ستيد (بالإنجليزية: Lily Jane Stead)‏ هي ممثلة بريطانية، ولدت في 15 أغسطس 1993 في ويكفيلد في المملكة المتحدة.

## وصلات خارجية
- ليلي جين ستيد على موقع IMDb (الإنجليزية)